# Iglesia de Santa María Magdalena (Villaviciosa)
La iglesia de Santa María Magdalena de los Pandos en el concejo de Villaviciosa (Asturias) es una iglesia románica de comienzos del siglo XIII, que sufrió a lo largo de los siglos diversos añadidos, como el del pórtico del XVIII, la sacristía del XIX o la espadaña del XX.
Se trata de un ejemplo típico del Románico rural asturiano, caracterizado por la pequeña dimensión de los edificios y su armónica inserción en el entorno natural. Esta iglesia obedece a la denominada corriente arcaizante y popular del Románico tardío de Asturias.

## Descripción
La iglesia es un edificio de nave única rectangular y cabecera recta, con portada principal al oeste, a los pies del templo, integrada por cuatro arcos de medio punto, de los que el interior, trabajado con arquillos, descansa sobre jambas, mientras que los otros tres lo hacen sobre columnas con capiteles esculpidos. Esta portada está protegida por un guardapolvo trabajado con taqueado jaqués, motivo que se repite en la línea de imposta del ábside.
En el muro de la Epístola de la nave se abre una portada abocinada de doble arquivolta y arco semicircular. El tránsito de la nave a la cabecera viene señalado por la diferencia de nivel entre los dos espacios y por el arco de triunfo, de doble arquivolta, ligeramente apuntado, y que descansa sobre columnas con capiteles esculpidos. Al exterior la cornisa está recorrida por canecillos que también presentan decoración escultórica.
Los expertos fechan esta construcción en la primera mitad del siglo XIII, y la clasifican dentro de la corriente arcaizante y popular del Románico tardío. En 1620 se fundó una capilla dedicada a Nuestra Señora de la Concepción, respecto a cuya ubicación nada se puede asegurar en la actualidad. 
En 1860 se construyó la sacristía meridional, mientras que en 1905 se levantó uno de los paramentos casi desde el nivel de cimentación (se supone que del lado del Evangelio) al tiempo que el otro (el del lado de la Epístola) se recrece un metro. Además se abren tres vanos de iluminación (dos en el lado de la Epístola y uno en el del Evangelio). En este mismo año tiene lugar el aumento de la sacristía meridional, a costa de la supresión del pórtico de ese lado y que supone dejar cegadas la saetera y la portada del muro de la nave del lado de la Epístola. Tal aumento resulta corroborado por la diferencia de diseño entre la cornisa de la sacristía y la de la parte añadida.
En 1941-42 se documenta una reconstrucción de la iglesia de alcance no precisado. Sabemos que en este momento se llevaron a cabo obras en el campanario, que en origen debió ser un elemento de mayor protagonismo que la actual espadaña, ya que en 1850-1851 se accedía a él a través de una escalera y contaba con tabladillo, tejado y rejas, y en 1892 se documenta la reparación de su corredor.
En 1963 se levanta probablemente el pórtico occidental, elemento que existe al menos desde el siglo XVIII, procediéndose a la realización de intervenciones en él en reiteradas ocasiones, aunque la de mayor envergadura entre las que hemos encontrado documentados es la de 1963, momento en que puede adquirir su actual configuración.
El ábside mantiene, aunque reconstruido, el tipo de cubierta original, a base de una bóveda de medio cañón. La nave tuvo cubierta de madera que en algún momento entre los años 1687 y 1881 fue sustituida o enmascarada por el actual cielo raso.
En lo referente a los pavimentos, el de la estancia adosada al Norte del ábside fue de madera al menos hasta 1891, y el de la nave también hasta 1924. En madera estaba constituida igualmente la escalera de la tribuna, según se documenta con motivo de la reconstrucción de la misma que tuvo lugar en 1894.

## Fuente
- Este artículo incluye contenido derivado de una disposición relativa al proceso de protección, incoación o declaración de un bien cultural o natural publicada en el BOE n.º 189 el 9 de agosto de 2006 (texto), el cual está libre de restricciones conocidas en virtud del derecho de autor de conformidad con lo dispuesto en el artículo 13 de la Ley de Propiedad Intelectual española.

- Datos: Q5911769
- Multimedia: Church of Santa María Magdalena de los Pandos / Q5911769